# Crorema phaulia
Crorema phaulia är en fjärilsart som beskrevs av Collenette 1960. Crorema phaulia ingår i släktet Crorema och familjen tofsspinnare. Inga underarter finns listade i Catalogue of Life.